# Tony Lavelli
Anthony Lavelli Jr. (11 de julho de 1926 — 8 de janeiro de 1998) foi um jogador norte-americano de basquete profissional que disputou duas temporadas na National Basketball Association (NBA). Foi selecionado pelo Boston Celtics como a quarta escolha geral no draft da BAA (hoje NBA) em 1949. Além de basquetebolista, atuava como músico e lançou dois discos: All-American Accordionist e Accordion Classics.

## Morte
Em 1998, Tony sofreu um ataque cardíaco em sua casa, em Laconia, na Nova Hampshire, e morreu pouco depois.